# Repos Production
Repos Production — це бельгійська компанія-видавець настільних ігор, заснована Седріком Коменом і Томасом Провостом. Ігри Time's Up! (2006) та Концепт (2014) здобули нагороду As d'Or у категорії «Гра року». Гра 7 Wonders отримала нагороду журі у 2011 році, а гра Just One — у 2019 році.
Здобули нагороду Spiel des Jahres у 2011 році з грою 7 Wonders у категорії «Найкраща гра для знавців», а у 2019 році з грою Одним словом у категорії «Найкраща гра».
У 2019 році компанія Asmodee придбала Repos Production .

## Видані ігри
- Time's Up!, 2004, Пітер Саррет. Нагороди: Mensa Select Mind Games 2000, Golden Ace Game of the Year 2006
- Cash'n Guns, 2005, Людовік Моублан
- Santy Anno, 2006, Ален Орбан
- Bonne Question, 2007, Людовік Моублан
- Cash'n Guns Live, 2007, Людовік Моублан
- Mexican Hold'em Poker, 2007, Седрік Комен і Томас Провост
- Ghost Stories, 2008, Антуан Боза
- Pickpocket, 2008, Райнер Кніціа
- Pit, 2008, Едгар Кейсі, Гаррі Гевітт, Джордж С. Паркер
- Crazy Poker, 2007, Седрік Комен і Томас Провост
- U Robot, 2009, Ален Ріволле
- Cyrano, 2005, Анжель і Людовік Моублан
- Tadaaam!, 2010, Фрідеман Фрізе, Андреа Майєр і Марсель-Андре Касасола-Меркле
- Le Donjon de Naheulbeuk, 2010, Антуан Боза та Людовік Моублан
- 7 Wonders, 2010, Антуан Боза
- Концепт, 2013, Ален Ріволле та Гаетан Боджонно, As d'or Jeu de l'année 2014
- 7 Wonders Duel, 2015, Антуан Боза і Бруно Катала
- Одним словом, 2019, Людовік Руді і Бруно Соттер
- Pikit, 2024, Корентін Бранд і Сільвен Репос